# Eurytoma trogocarpi
Eurytoma trogocarpi är en stekelart som först beskrevs av De Stefani 1908.  Eurytoma trogocarpi ingår i släktet Eurytoma och familjen kragglanssteklar. Inga underarter finns listade i Catalogue of Life.